# Torneo de Atlanta 2024
El Atlanta Open 2024 fue un torneo de tenis perteneciente al ATP Tour 2024 en la categoría ATP Tour 250. El torneo tuvo lugar en la ciudad de Atlanta (Estados Unidos) desde el 22 hasta el 28 de julio sobre pistas rápidas.

## Distribución de puntos
| Modalidad            | Campeón | Finalista | Semifinales | Cuartos de final | 2ª ronda | 1ª ronda | Clasificados | 2ª ronda de clasificación | 1ª ronda de clasificación |
| Individual masculino | 250     | 165       | 100         | 50               | 25       | 0        | 13           | 7                         | 0                         |
| Dobles masculino     | 250     | 150       | 90          | 45               | 20       | 0        | -            | -                         | -                         |

## Cabezas de serie

### Individuales masculino
| Tenista              | Ranking | Preclasificados |
| Ben Shelton          | 14      | 1               |
| Adrian Mannarino     | 25      | 2               |
| Frances Tiafoe       | 30      | 3               |
| Jordan Thompson      | 40      | 4               |
| Alejandro Davidovich | 41      | 5               |
| Miomir Kecmanović    | 47      | 6               |
| Brandon Nakashima    | 53      | 7               |
| Max Purcell          | 64      | 8               |

- Ranking del 15 de julio de 2024.[2]

### Dobles masculino
| Tenista                           | Ranking | Preclasificados |
| Max Purcell Jordan Thompson       | 42      | 1               |
| Nathaniel Lammons Jackson Withrow | 56      | 2               |
| Julian Cash Robert Galloway       | 75      | 3               |
| Diego Hidalgo John-Patrick Smith  | 126     | 4               |

## Campeones

### Individual masculino
Yoshihito Nishioka venció a  Jordan Thompson por 4-6, 7-6(7-2), 6-2

### Dobles masculino
Nathaniel Lammons /  Jackson Withrow vencieron a  André Göransson /  Sem Verbeek por 4-6, 6-4, [12-10]